# Детелина
Детелина (Trifolium sp.), широко распрострањен род зељастих биљака, припада породици легуминоза (лептирњаче, бобови; лат. Fabaceae или Leguminosae). Обухвата око 300 врста, од којих у нашем поднебљу расте више од 40. Латинско име Trifolium род је добио име по карактеристичним сложеним листовима, састављеним од три лиске (лат. tres - три и folium - лист).
Детелином се често у народу називају и неке друге врсте из породице легуминоза, које нису из овог рода, али због облика листа подсећају на њу. Такве су, на пример, детелина камењарка (Anthyllis vulneraria), велика детелина или луцерка (Medicago sativa), коњска детелина или кокотац (Melilotus officinalis). Има и врста које не припадају чак ни породици легуминоза, али се, такође због облика листа, називају детелинама, какве су кисела детелина или кисељача (Oxalis acetosella) или украсна детелина (Oxalis triangularis).

## Основне карактеристике рода
Врсте из рода детелина су најчешће, зељасте перене. Карактеришу се наизменично сложеним листом, састављеним од три лиске назубљеног обода. Мали, лептирасти цветови су код већине врста склопљени у главичасте, готово лоптасте цвасти, а ретко се могу срести појединачни. Најчешће су, зависно од врсте, бели, жути, ружичасти или црвени. Мали, суви плодови најчешће садрже 1-2 ситна семена. Детелине су доста осетљиве на многе лисне болести и напаснике.

### Врсте детелине
Род обухвата преко 300 врста. Расту широм планете, у умереном и суптропском појасу, осим југоисточној Азији и Аустралији. Код нас се у природи најчешће срећу:
- Црвена детелина (Trifolium pratense),
- Бела детелина (Trifolium repens),
- Шведска или барска детелина (Trifolium hybridum),
- Панонска детелина (Trifolium pannonicum),
- Пољска детелина (Trifolium arvense),[4]
- Љубичаста детелина (Trifolium incarnatum),
- Бела брдска детелина (Trifolium montanum) и друге врсте.[3]

- Црвена детелина (Trifolium pratense)
- Бела детелина (Trifolium repens)
- Шведска детелина (Trifolium hybridum)
- Панонска детелина (Trifolium pannonicum)
- Пољска детелина (Trifolium arvense)
- Љубичаста детелина (Trifolium incarnatum)
- Бела брдска детелина (Trifolium montanum)
- Црвена детелина (Trifolium pratense L.), Музеј Републике Српске

## Значај
Многе врсте детелине су важне врсте у изградњи вегетацијског покривача на планети. Имају важну улогу у обогаћивању земљишта азотом, захваљујући симбиози са нитрогеним бактеријама. Посебно су важне врсте у саставу биљних заједница ливада и пашњака, чија се хранљива вредност за исхрану стоке често и одређује управо према већој или мањој количини детелине.
Већина врста детелина су одличне медоносне биљке, а посебно се истичу бела (T. repens) и бела брдска детелина (T. montanum). Нектар беле детелине је безбојан, ароматичан и са високим садржајем шећера, а његова продукција зависи од услова средине (влаге и температуре). Осим нектара пчеле са беле детелине сакупљају и мање количине полена. Брдска бела детелина има сличне особине, а позната је по томе што лучи нектар и у врелим летњим данима. Сличне особине има и шведска детелина (T. hybridum).

## Употреба
Најчешће врсте детелине које се узгајају на ораницама као крмно биље (сточна храна) су црвена, бела и шведска детелина. Детелина је пожељна за исхрану стоке јер је богата протеинима, фосфором и калцијумом, чиме се обезбеђује квалитетна исхрана, како у свежем, тако и у сувом стању. Такође су богати беланчевинама, витаминима (посебно витамином Ц) и каротеном.
Детелина се у пољопривреди често користи за побољшање и очување квалитета пољопривредног земљишта. Детелина се користи као предврста, јер обогаћује земљиште азотом (око 55-170 кг азота по хектару) и повећава доступност других хранљивих материја за усеве који следе.
Осим као сточна храна, листови детелине се могу користити и у људској исхрани. Како нису претерано укусни и тешко се варе због високог садржаја целулозе, најбоље их је припремати као вариво, помешане са другим врстама лиснатог поврћа. У Киргизији се некада једно од омиљених јела припремало управо од листова детелине на овчијем лоју. Уситњене цветне главице могу се стављати на сендвиче, а у Јапану су се конзумирале пржене на уљу, усољене или укисељене (као туршија). Од осушених цветних главица може се припремати укусан чајни напитак. У Ирској и Шкотској од осушене и самлевене цветне главице додају хлебном брашну и праве посебну врсту хлеба. У Русији су се хлебном брашну додавали осушени и самлевени листови.
Неки аутори сматрају да једино детелина, од свих трава, „није лек баш ни од чега”.

### Употреба у хортикултури
Многе врсте детелина успешно расту у хладовини и отпорне су на често кошење и гажење, па су честе у мешавинама семена које се користе за формирање травњака на јавним површинама.

## Детелина у народним веровањима
Верује се да је детелина била симбол среће још у Старом Риму, а поштовали су је и друиди. У келтској митологији била света биљка и била је симбол поновног буђења пролећа. Према једној француској легенди,Исус Христ је у колевци имао јастук од суве траве, у којој је била и детелина. Усред зиме та детелина је процветала и својим цветовима опточила новорођенчету главу.
Код детелине, најчешће беле (T. repens), јављају се услед генетске грешке листови који уместо три имају четири листа. Ова појава јавља се код једном у 10.000 случајева, па се наћи овакву детелину широм света сматра великом срећом. Још се ређе јављају листови са два, или са пет, шест и више листова. Што је више листова, вероватноћа је мања, а срећа - већа. Према Гинису, рекорд држи детелина са 56 листова, коју је пронашао Шигео Обара из града Ханамаки у префектури Ивате, у Јапану.

### Детелина у Ирској
Детелина је посебно поштована у Ирској, где представља и традиционални симбол - Shamrock. Ирци је сматрају знаком добре среће. Постоји легенда о томе да је свети Патрик, да би Ирцима објаснио смисао хришћанства, користио детелину, тако да је детелина са три листа у Ирској постала симбол Светог Тројства. Једно време постојао је обичај да млади парови при веридби размене међу собом детелину, а данас је многи носе као амајлију. Подељена су мишљења о томе која врста детелине је прави Shamrock. Предњачи мала детелина (Trifolium dubium или Trifolium minus), а за њом следе: бела детелина (Trifolium repens), ситна луцерка (Medicago lupilina), звездан (Lotus corniculatus), лесандра (Smyrnium olastrum) и киселица (Oxalis acetosella).

### Детелина код словенских народа
Код Старих Словена такође, детелина је била веома цењена биљка и код већине народа словенског порекла ова биљка има слично име (на македонском и бугарском Детелина, на чешком Jetel, код Лужичких Срба Źiśelina, код Хрвата Djetelina). Код Лужичких Срба постоји легенда о чаробној моћи детелине да штити од враџбина:
„У неком уврачаном селу људи посматраху, како петао на стреси кућној с напором вуче неку огромну греду. Једна девојка, која је баш туда прошла с бременом детелине на леђима, насмеја им се, јер што они уврачани видеше, не беше ништа друго, већ сламка. Али кад она бреме детелине спусти на земљу, онда и она подлегне враџбини, па задигне своје своје сукње, мислећи да иде преко воде”
У нашем народу постоји веровање да детелину не треба ни сејати, ни косити за време младог месеца, јер таква детелина, како свежа тако и сува, животињама које се њоме хране не прија.